# 艾迪·厄文
小埃德蒙·艾雲（英語：Edmund Irvine Jr.，1965年11月10日—），是北愛爾蘭的前賽車手。他在1993年到2002年期間參加了世界一级方程式锦标赛，在1999年车手积分榜名列亚军，并為法拉利車隊获得了当年的车队冠军。
艾雲的職業生涯始於17歲，當時他參加了福特方程式錦標賽，取得了初期的成功，之後又參加了三級方程式和F3000錦標賽。1993年，他在喬丹車隊首次亮相一級方程式，之後因卷入賽道內外的事件而早早地聲名狼藉。1995年，他在喬丹車隊首次登上領獎臺，并於1996年轉投法拉利車隊。他最成功的賽季是在1999年，當時他取得了四場勝利，並向邁凱倫車手米卡·海基寧挑戰世界冠軍，以2分惜败。 在他為法拉利效力的四年中，他還在1998年獲得了總成績第四名，並總計登上了22次領獎臺。他仍然是最近一個來自英國的法拉利車手。他在2000年轉会到捷豹車隊，期间為車隊獲得两個領獎臺。厄文在2002年賽季結束時退出了賽車運動。

## 早年
埃迪·艾雲于1965年11月10日出生于北爱尔兰唐郡的纽敦纳兹，在康利格村长大，并在纽敦纳兹的摄政文法学校接受教育。埃尔文第一次体验赛车运动是在他的家人度过假期参加英国大奖赛时。他的父亲也出于兴趣而参加单座赛车。他儿时的英雄是约翰·沃森。
艾雲的赛车生涯开始于1983年。他最初对摩托车比赛很感兴趣，但他的父母认为这项运动太危险，并受到父亲的鼓励参加福特方程式赛车。厄文在他父亲的废料场无偿工作，作为回报，他的父亲资助了他的赛车爱好。1984年，他在布兰兹哈奇赛道赢得了他的第一场比赛，并获得了最佳车手奖。 在1987年，他加入了范·迪门车队，并赢得了埃索福特方程式系列赛、RAC福特方程式系列赛和福特方程式节。
1987年冬天，万宝路组织了一次测试，为最快的车手提供参加下赛季英国三级方程式锦标赛的机会。埃尔文夺得冠军，并于1988年加盟西萨里车队，在当年英国F3未获得一胜，排名第五。他还参加了当年的澳门格兰披治大赛车，夺得杆位却未能完赛。在1989年，埃尔文加盟太平洋车队，参加当年的F3000，最终名列第九。
在1990年，埃尔文加盟乔丹车队继续参加F3000，赢得了德国站比赛胜利，并在年终积分榜排名第三，位列队友海因茨-哈拉尔德·弗伦岑和埃曼纽尔·纳斯佩蒂之前。 在当年的澳门格兰披治大赛车和富士F3杯均站上领奖台。在赛季结束后又参加了1991年的日本F3000，拿下一场胜利、积14分，位列第七。
埃尔文第一次参加勒芒24小时耐力赛是在1992年，他和羅蘭德·拉岑伯格、埃耶·埃尔格赫驾驶丰田92C-V赛车获得第9名。

## 一级方程式

### 乔丹车队（1993-1995）

#### 1993
埃尔文在当年的日本大奖赛代表乔丹车队亮相，与他搭档的是巴西车手鲁本斯·巴里切罗。在个人首秀中，他取得了第6名的成绩，还在比赛中与冠军艾尔顿·塞纳展开了较量。赛后塞纳对他认为“不专业”的驾驶行为感到愤怒，在发生争执后向埃尔文挥拳，并因此被禁赛两场。在赛季最后一场比赛澳大利亚大奖赛中，埃尔文因事故而退赛。赛季结束时，埃尔文积1分，在当年车手排名第22位。
与此同时，埃尔文再次参加了当年的勒芒24小时耐力赛，与铃木利男、关谷正德获得第4名。

#### 1994

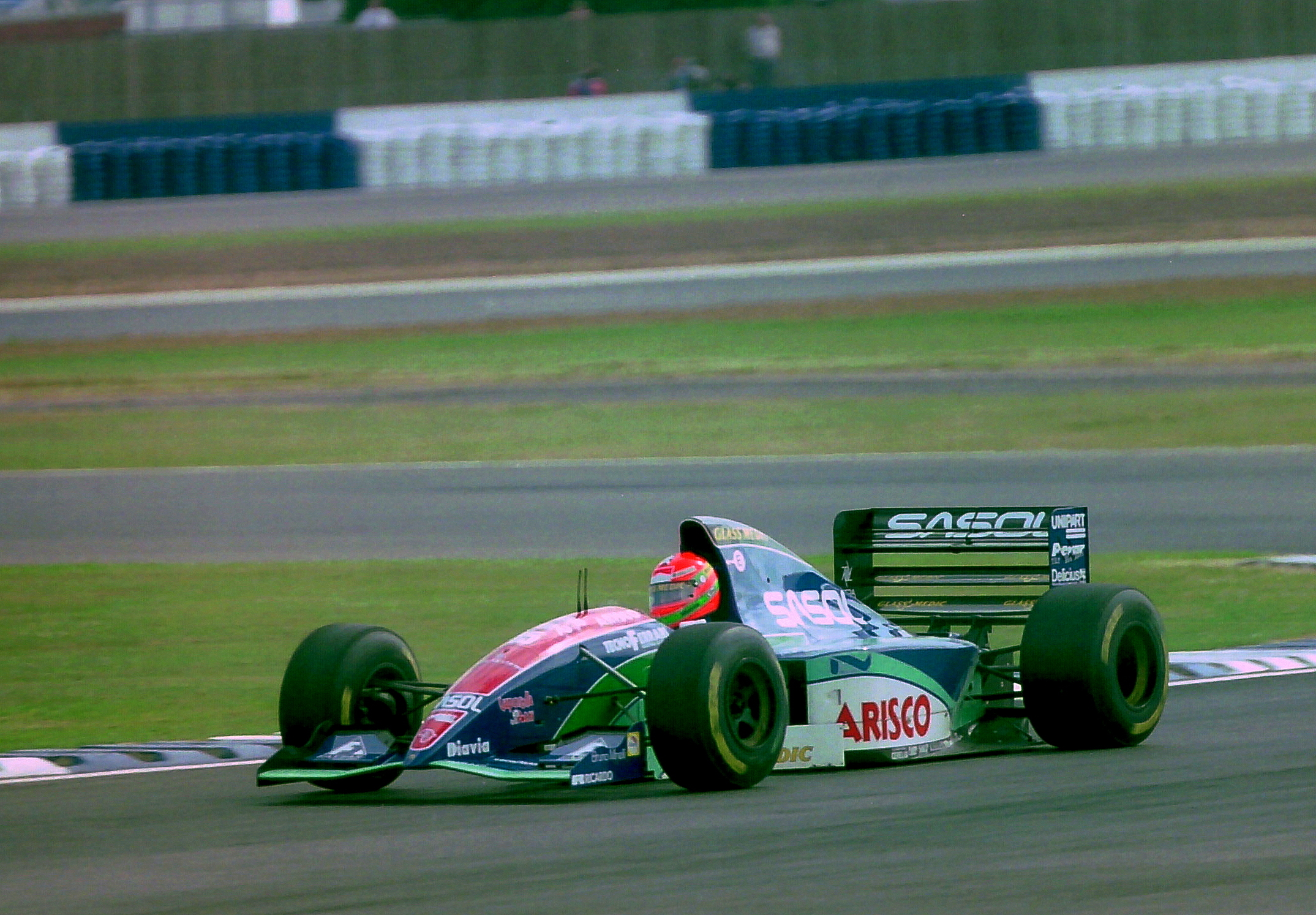
埃尔文在1994年英国大奖赛驾驶乔丹赛车

埃尔文继续在乔丹车队，与鲁本斯·巴里切罗搭档。在揭幕战巴西大奖赛中，埃尔文卷入了一场四车相撞的事故。赛后被罚禁赛一场，罚款1万美元。他就这一决定向国际汽联提出上诉，但他的上诉于4月6日被驳回，处罚增加到三场。他的席位在太平洋大奖赛由铃木亚久里取代，而在接下来的圣马力诺和摩纳哥大奖赛中则由安德烈·德·塞薩里斯取代。
埃尔文于西班牙大奖赛重回赛道，以第6名的成绩获得赛季第一个积分。随后他遭遇了连续数场退赛。在比利时大奖赛中，他遭遇交流发电机故障。在意大利大奖赛中又遭遇引擎故障，并因在开场圈与強尼·赫伯特发生事故而被禁赛一场（缓刑三场执行）。
埃尔文在葡萄牙大奖赛第一节排位赛中与达蒙·希尔发生事故，并被国际汽联警告，如再有类似事件将吊销他的超级驾照。他在正赛中获得第7名，并在接下来的两场比赛中连续获得积分——欧洲大奖赛第4名和日本大奖赛第5名。在赛季收官战澳大利亚大奖赛中再次退赛，赛季积6分，排名第16位。
埃尔文还第三次参加了勒芒24小时耐力赛，代替已故的羅蘭德·拉岑伯格，与毛罗·马蒂尼（Mauro Martini）和杰夫·克罗斯诺夫（Jeff Krosnoff）一起驾驶SARD赛车。车队在比赛还剩90分钟时领先，但变速箱问题迫使赛车减速，使他们失去了胜利。他们在LMP1/C90级别获得第1，总成绩名列第2位。

#### 1995

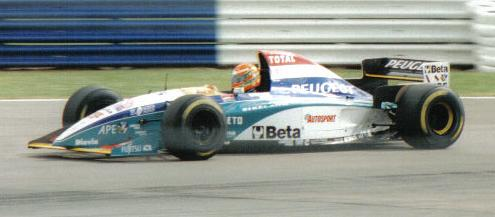
埃迪·埃尔文在1995年英国大奖赛

埃尔文继续在乔丹车队，与鲁本斯·巴里切罗搭档。在巴西的揭幕战，埃尔文出师不利，遭遇变速箱故障早早退赛。在阿根廷大奖赛中，他先是在第1圈与米卡·哈基宁发生碰撞，又在6圈后因引擎故障被迫退赛。在西班牙大奖赛中，他以第5名完赛，首次拿到积分。在摩纳哥大奖赛遭遇退赛后，埃尔文终于在加拿大获得了第3名，这是他个人职业生涯首个领奖台。然而在比利时大奖赛中，埃尔文的赛车由于燃油阀打开而着火，被迫退赛，所幸本人无恙。
在欧洲大奖赛前一周，乔丹车队宣布与埃尔文续约两年。然而，法拉利随后宣布已经买断了他的合同，他将在1996年与迈克尔·舒马赫搭档。他又在欧洲大奖赛和日本大奖赛分别拿下第6名和第5名，但在澳大利亚大奖赛中退赛。赛季结束时积10分，位列车手积分榜第12名。

### 法拉利车队（1996-1999）

#### 1996

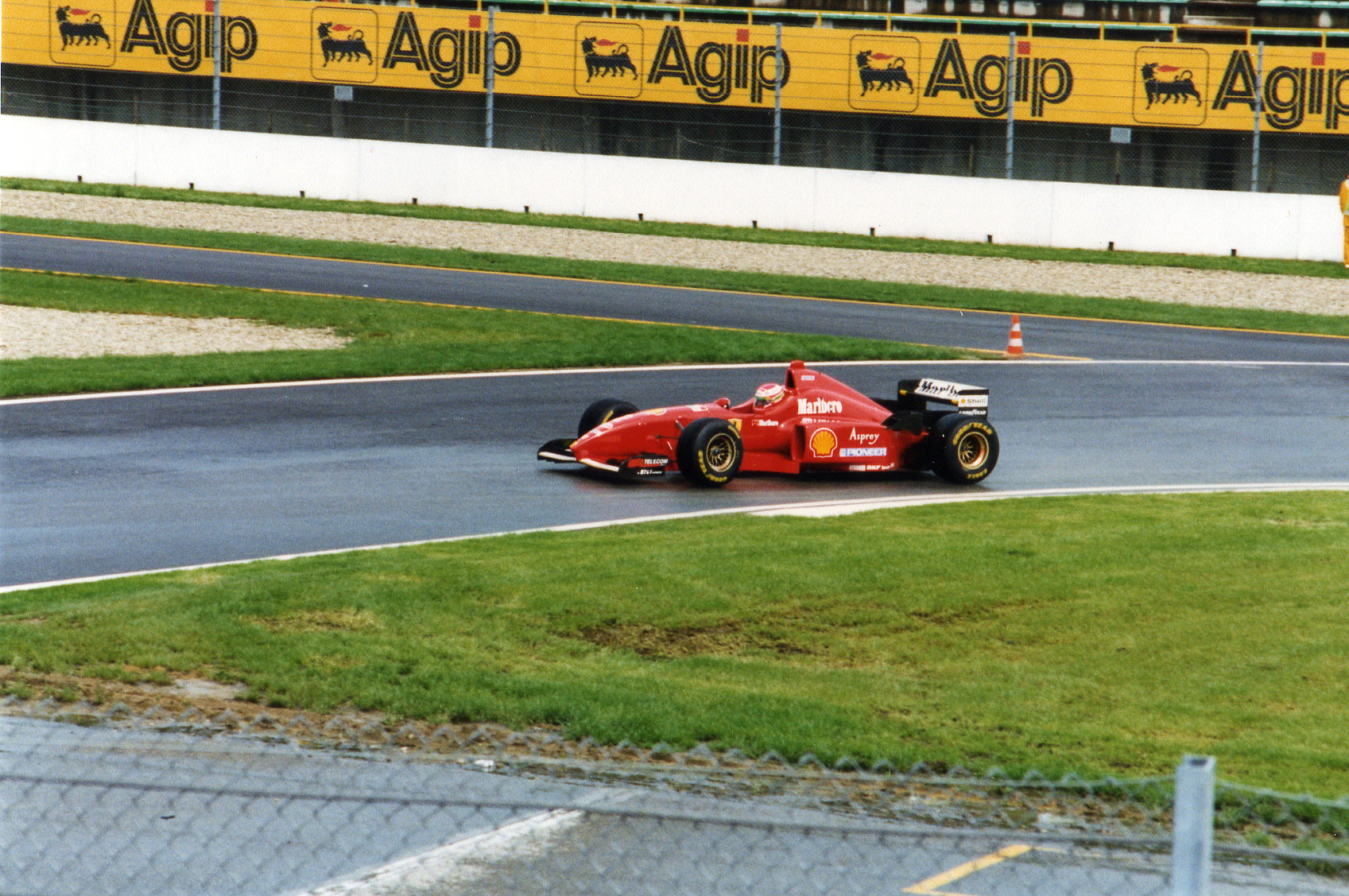
埃尔文在1996年圣马力诺大奖赛中驾驶法拉利赛车。

在澳大利亚的赛季揭幕战中，埃尔文在排位赛中击败了新队友、未来的双冠王迈克尔·舒马赫，并于正赛中以第3名的成绩完赛。在接下来的巴西站比赛中，他只获得了第七名，在阿根廷大奖赛中则获得第五名。而在欧洲大奖赛中，他和奥利维耶·潘尼斯发生事故，双双退赛。随后他获得了圣马力诺大奖赛的第4名。但接下来他接连遭遇机械故障或事故，因而连续多场比赛退赛。他在葡萄牙大奖赛中获得第5名，但在收官战日本大奖赛再次遭遇退赛，全年积11分，排名第10名。

#### 1997
在澳大利亚举行的赛季揭幕战中，埃尔文与威廉姆斯车手雅克·维伦纽夫在比赛第1圈末尾撞车。在接下来的巴西站比赛中，他只获得第16名，因为他的赛车很难驾驶。两周后，他在阿根廷获得了亚军，再创职业生涯新高。在比赛中，埃尔文曾挑战领先者雅克·维伦纽夫，后者遭遇胃病且赛车出现刹车问题。此后的圣马力诺大奖赛和摩纳哥大奖赛，埃尔文均获得第3名，连续三场比赛站上领奖台。在西班牙大奖赛中，埃尔文因被套圈时阻挡奥利维耶·潘尼斯和让·阿莱西而被处以进站并罚停十秒，最终只获得第12名。在加拿大大奖赛上，埃尔文又卷入了另一起首圈事故，这次是与迈凯轮车手米卡·哈基宁相撞。他在法国大奖赛上再次获得第3名，但此后7场比赛再也没有拿分，包括在德国大奖赛中与海因茨-哈拉尔德·弗伦岑相撞退赛。他的糟糕成绩直到日本大奖赛的第3名才结束。在欧洲大奖赛上他以第5名结束了本赛季，一共获得24个积分，位列第7位。当年夏天，埃尔文与法拉利续约两年。

#### 1998
本赛季埃尔文继续与迈克尔·舒马赫搭档，但他的体能水平因背痛而受到质疑。为了解决这个问题，他的车上安装了一个新座椅。他在季前测试期间几乎没有驾驶新的法拉利F300赛车，并且担心普利司通和法拉利的轮胎供应商固特异之间的轮胎之争，但仍然对新赛季充满信心。
埃尔文在揭幕战澳大利亚大奖赛中拿下第4名，但在随后的巴西大奖赛仅获得第8名。从阿根廷大奖赛开始，埃尔文在7场比赛中6次站上领奖台，包括在法国大奖赛中获得亚军并和队友舒马赫包揽前两名。7月，埃尔文与法拉利车队续约两年。合同约定，尽管埃尔文继续作为舒马赫的二号车手，但他可以选择自己的策略和赛车调校。尽管在德国、匈牙利和比利时大奖赛颗粒无收，但埃尔文还是在意大利和日本大奖赛中获得两次亚军，并以47分位列车手积分榜第4位。

#### 1999：错失冠军

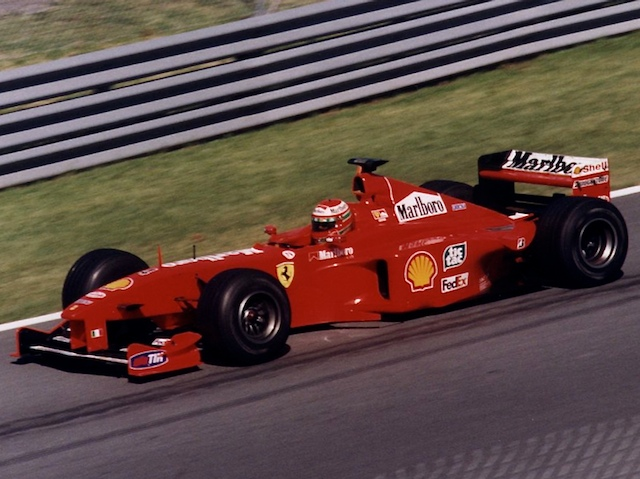
埃尔文于1999年加拿大大奖赛驾驶法拉利F399赛车

进入1999赛季，埃尔文充满信心：“在去年的成绩之后，我以总成绩第四名的成绩获得了有史以来最好的冠军，今年我想做得更好”。在揭幕战澳大利亚大奖赛、也是他的第82场大奖赛中，他首次夺得冠军，站上最高领奖台。这场胜利也让他职业生涯首次领跑车手积分榜。但在接下来的巴西大奖赛，散热器的堵塞迫使他进站维修，这毁了他的领奖台，最终只获得第5名。三周后的圣马力诺大奖赛，原本位居第3名的他，因发动机在第47圈发生故障不得不退赛，把积分榜首让给队友舒马赫。接下来的摩纳哥大奖赛，埃尔文获得亚军，仅次于舒马赫，这是法拉利当赛季第一次包揽前两名，也是车队在摩纳哥的第一次包揽。随后，埃尔文又在加拿大大奖赛创造出全场最快单圈，并在与大卫·库特哈德的撞车中避免退赛，最终获得第3名。
在队友舒马赫于英国大奖赛遭遇重伤后，埃尔文成为车队的主力车手，并拿下英国大奖赛的亚军。在接下来的6场比赛中，他的队友是米卡·萨洛。埃尔文先拿下了奥地利大奖赛的冠军，随后在德国大奖赛中，埃尔文根据车队指令接受队友的让车而获得冠军，并和队友包揽前两名。赛后埃尔文将冠军奖杯给了米卡·萨洛。此时埃尔文领先竞争对手米卡·哈基宁8分。
埃尔文在接下来的匈牙利大奖赛中受困于赛车转向过度，只获得第3名，领先优势缩小到2分。9月，埃尔文宣布转会捷豹车队（由福特收购斯图尔特车队而来），并和強尼·赫伯特搭档。随后的欧洲大奖赛，在埃尔文进站换胎时，车队犯下严重错误，只准备了三条轮胎，并因此耗费了48秒才完成进站。受此影响，埃尔文仅获得第7名，在积分榜上已经落后米卡·哈基宁2分。
舒马赫在倒数第二场比赛——马来西亚大奖赛时复出，并拿下杆位，他的任务变成了帮助埃尔文争夺世界冠军。在正赛第4圈，舒马赫无私的让过了埃尔文，并在接下来的比赛中奋力防守排在第3名的米卡·哈基宁。最终埃尔文和舒马赫再次包揽前两名。赛后埃尔文开玩笑称：“这家伙（舒马赫）令人沮丧——他不仅是最好的一号车手（车手），还是最好的二号车手！”尽管二人一度被取消成绩，但在法拉利车队上诉之后，国际汽联还是恢复了他们的比赛成绩。埃尔文带着4分的领先优势来到赛季最后一场比赛——日本大奖赛。他和米卡·哈基宁此前均获得4个分站冠军、2个亚军，但少一个季军。
在日本大奖赛的排位赛中，埃尔文苦苦挣扎并遭遇了事故，最终只排名第5位发车。而在正赛中，米卡·哈基宁第1圈就超过了杆位发车的舒马赫，最终夺得冠军。埃尔文落后舒马赫90秒，只获得季军。最终，埃尔文以2分的劣势惜败于米卡·哈基宁，屈居车手排行榜亚军。但仍帮助法拉利车队获得了当年的车队世界冠军。
埃尔文被授予山楂纪念奖，这是授予在当赛季中一级方程式锦标赛中最成功的英联邦车手的奖项。他还被评为1999年Autosport杂志的英国年度车手。

### 捷豹车队（2000-2002）

#### 2000

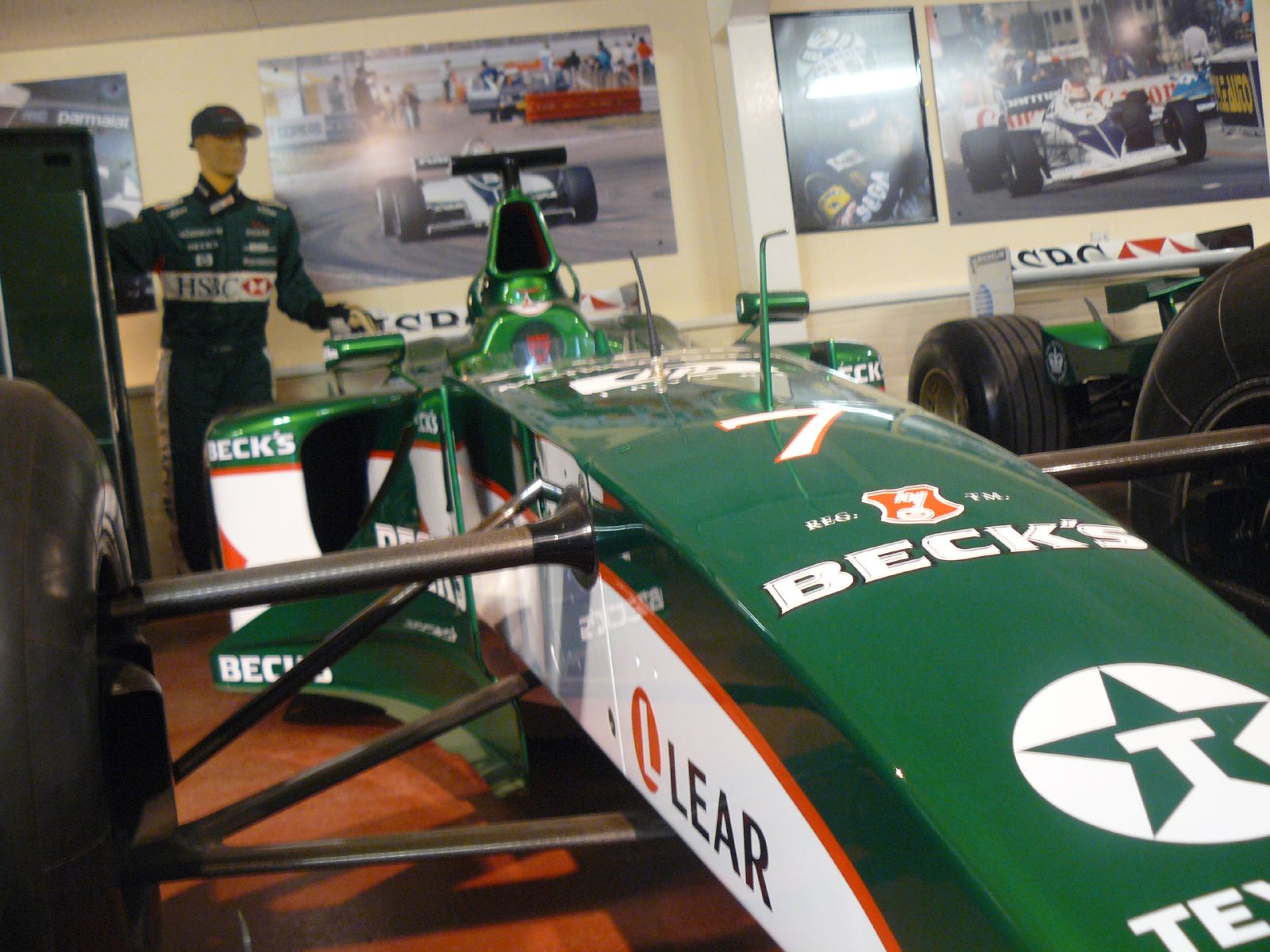
埃尔文于2000年驾驶捷豹R1赛车

前英国赛车手斯特林·莫斯对埃尔文能否驾驶捷豹赛车争夺冠军表示怀疑。而前世界冠军杰基·斯图尔特则表示，“他（埃尔文）一直处于法拉利头号车手的阴影之下。我认为是时候摆脱这种阴影并继续为自己而战了。”
埃尔文在揭幕战澳大利亚大奖赛和巴西大奖赛均因为侧滑而退赛。在接下来的圣马力诺、英国和西班牙大奖赛中，他虽然完赛却未能进入积分区。在欧洲大奖赛中，又与威廉姆斯车队的拉尔夫·舒马赫相撞而退赛。直到摩纳哥大奖赛，埃尔文才以第4名获得他在捷豹车队的首个积分。
埃尔文的糟糕运气在奥地利大奖赛继续，在第一节自由练习赛后，他因为阑尾炎而被迫退出，由卢奇亚诺·博蒂代替参赛。随后的几场比赛，埃尔文也未能取得积分，直到最后一场马来西亚大奖赛，他以第6名取得1个积分。赛季结束时，他以4个积分名列车手排行榜第13名。
当年埃尔文还驾驶捷豹跑车，参加了贝尔法斯特市公开赛和千禧赛车节。

#### 2001
2001年，埃尔文继续效力于捷豹车队，队友是卢奇亚诺·博蒂。尽管埃尔文称对赛车的稳定性缺乏信心，领队鲍比·拉哈尔仍支持他。而当捷豹R2在季前测试期间表现不佳时，拉哈尔开始担心厄文的态度。
本赛季埃尔文仅获得6个积分，名列车手排行榜第12名，他在摩纳哥获得季军。而在比利时大奖赛中，他与卢奇亚诺·博蒂（已在2001年西班牙大奖赛前转会普罗斯特车队，埃尔文的队友换成了佩德罗·德拉罗萨）发生严重碰撞，后者以240km/h的速度撞墙并导致脑震荡。

#### 2002

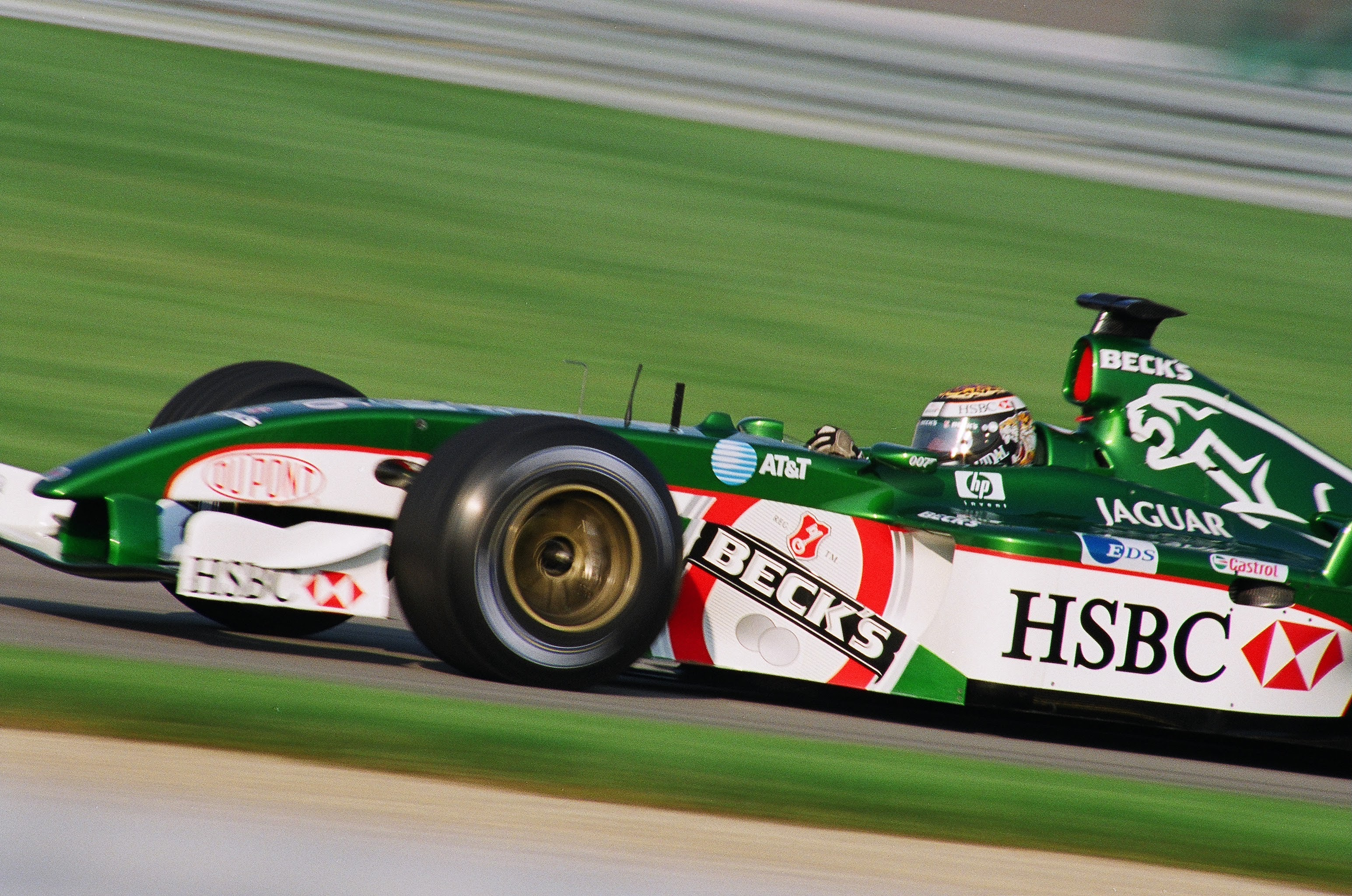
埃尔文在2002年美国大奖赛中驾驶捷豹R3赛车

2002年，埃尔文留在了捷豹车队，继续与佩德罗·德拉罗萨搭档。他对车队这一年的前景持谨慎态度：“我们只能等着看这辆车会发生什么，这是个问号。”在澳大利亚的揭幕战，他获得第4名；而接下来的马来西亚大奖赛，他因为液压故障被迫退赛。接下来的11场比赛中，除了在巴西的第7名和摩纳哥的第9名，他全部退赛。在西班牙，甚至因排位赛油量违规被罚最后一位发车。而在比利时，他终于以第6名完赛；并在意大利获得第三名，职业生涯最后一次登上领奖台。赛季结束时，埃尔文以8个积分位列车手排行榜第9名。
在这个赛季中，埃尔文和他的车队产生了摩擦，因为他对自己的赛车感到沮丧。车队领队劳达表示，埃尔文直截了当的性格难以让车队的每一个人都能接受。车队与埃尔文未能续约。埃尔文曾考虑回到乔丹车队，但因车队的财务状况未能达成协议。他还否认了有关他将参加CART世界系列赛或印第賽車系列賽的传言。

## 退役后

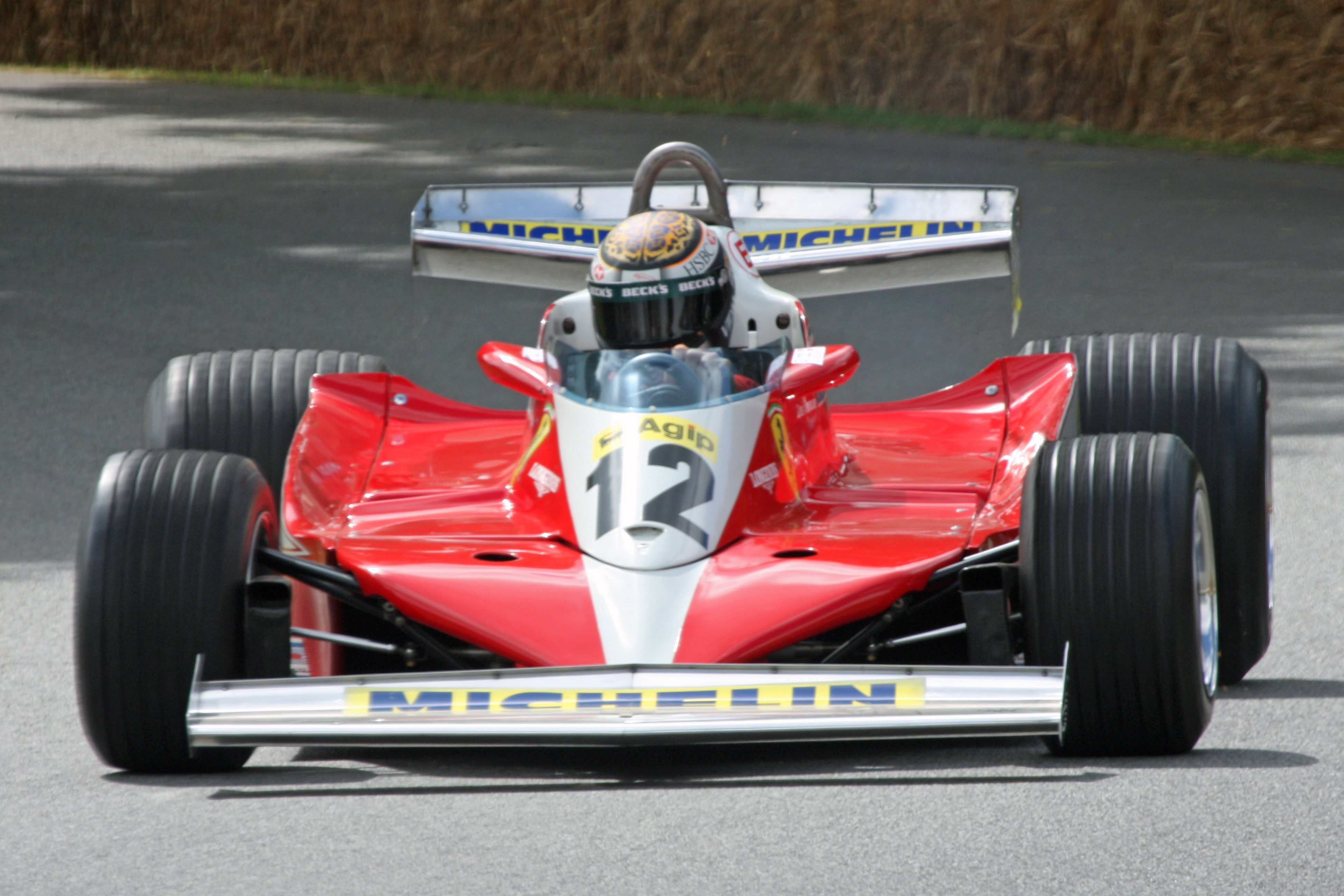
埃尔文在2009年古德沃特速度节上驾驶一辆法拉利312T赛车。

2003年7月24日，埃尔文因无证驾驶，以超过30英里/小时的速度穿過海德公園而被捕，后被保释。2004年，埃尔文在朱丽娅·斯蒂尔斯主演的喜剧《王子与我》中扮演自己。2006年底，他在英国天空第一台发起了一项节目“The Race”，节目中两队车手相互竞赛。大卫·库特哈德担任女队的队长和教练，而埃尔文则担任男队的队长和教练。2005年5月，有传闻埃尔文将领导一个财团收购乔丹车队，并称他有兴趣管理这支车队。后来又有报道称他与米纳尔迪车队领队保罗·斯托达特商讨收购米纳尔迪车队。
埃尔文拥有数百万英镑的房地产投资组合，在全球拥有大约40处房产。根据2006年4月发布的《星期日泰晤士报》富豪榜，埃尔文是当时北爱尔兰第五大富豪，个人财富已增至约1.6亿英镑。他还是位于北爱尔兰班戈的“埃迪·埃尔文体育”的所有者，包括斯诺克、卡丁车、漆弹和足球等体育设施。埃尔文原定参加2006年英国独立电视台的足球援助（Soccer Aid）慈善活动，但因腿伤而放弃。该活动由联合国儿童基金会组织，为世上贫困国家成千上万的儿童筹措善款。
2014年1月9日，埃尔文因在意大利米兰的一家夜总会与米兰前市长莱蒂齐亚·莫拉蒂的儿子加布里埃尔·莫拉蒂发生争执，而被意大利法院判处6个月监禁。但莫拉蒂的律师温琴佐·萨波纳拉告诉媒体，该判决很可能缓期执行，两人都不会入狱。

## 个人生活
埃尔文的父母分别是埃德蒙（Edmund）和凯思琳（Kathleen），他还有一个姐姐索尼娅（Sonia），一直担任他的理疗师到1999年。
埃尔文称他最大的影响是他的前女友玛丽亚·德拉蒙德，他于1988年在澳门格兰披治大赛车上认识了她。两人保持了一年的朋友，保持定期联系，直到德拉蒙德与男友分手后关系变得更深。埃尔文和德拉蒙德有一个女儿，佐伊（Zoe）。埃尔文说女儿的出生是他一生中最美好的时刻，尽管他不是天生的婴儿爱好者。
埃尔文是苏格兰流浪者足球俱乐部的支持者。

## 国籍
由于来自英国的组成国北爱尔兰，埃尔文在他的整个职业生涯中都是英国公民。他还持有爱尔兰共和国国家体育局颁发的赛车执照（车手不必从本国获得执照）。国际汽联的《国际体育规则》规定，参加国际汽联世界锦标赛的车手应使用其护照的国籍，而不是像其他系列赛事那样，使用颁发其赛车执照的国家体育局的国籍。关于厄文的国籍，国际汽联多次错误地发布官方参赛名单，声称厄文以爱尔兰国籍参加比赛（例如1995年和1996年的参赛名单）。
当埃尔文出现在一级方程式世界锦标赛的领奖台仪式上时，这种情况造成了一些混乱。在1997年阿根廷大奖赛埃尔文获得亚军之后，赛事主办方升起了爱尔兰国旗，而后埃尔文的家人接到了威胁电话。他随后要求获得胜利时改升政治中立的三叶草旗，奏《伦敦德里小调》。
在1995年接受采访时，埃尔文表示：“时至今日，我（自认为）是爱尔兰人。我的意思是，尽管我持英国护照，但只要你来自爱尔兰，无论南北，你都是爱尔兰人。至于‘英国人’……难道这不是个无以名状的概念吗？”

## 赛车生涯成绩

### 各项赛事成绩
| 赛季       | 赛事                 | 车队                 | 场数 | 杆位 | 胜利 | 积分 | 排名 |
| ---------- | -------------------- | -------------------- | ---- | ---- | ---- | ---- | ---- |
| 1983       | 福特方程式           | ?                    | 20   | ?    | ?    | ?    | ?    |
| 1984       | Misc福特方程式       | ?                    | 22   | 2    | 2    | ?    | ?    |
| 1985       | 埃索福特方程式1600   | ?                    | 20   | 3    | 0    | 44   | 第10 |
| 1986       | Misc福特方程式       | ?                    | 17   | 0    | 0    | ?    | ?    |
| 1987       | 埃索福特方程式1600   | 范·迪门车队          | 14   | 5    | 6    | 165  | 冠军 |
| 1987       | RAC福特方程式1600    | 范·迪门车队          | 12   | 10   | 8    | 160  | 冠军 |
| 1987       | 福特方程式节         | 范·迪门车队          | 1    | 1    | 1    | N/A  | 冠军 |
| 1987       | BBC福特方程式2000    | 范·迪门车队          | 4    | 2    | 2    | 24   | 亚军 |
| 1988       | 英国三级方程式锦标赛 | 西萨里车队           | 18   | 1    | 0    | 53   | 第5  |
| 1988       | Cellnet三级方程式赛  | 西萨里车队           | 1    | 0    | 0    | N/A  | R    |
| 1988       | 澳门格兰披治大赛车   | 西萨里车队           | 1    | 1    | 0    | N/A  | R    |
| 1989       | 世界F3000锦标赛      | 太平洋车队           | 10   | 0    | 0    | 11   | 第9  |
| 1989       | 澳门格兰披治大赛车   | 西萨里车队           | 1    | 0    | 0    | N/A  | R    |
| 1990       | 世界F3000锦标赛      | 乔丹车队             | 11   | 0    | 1    | 27   | 季军 |
| 1990       | 澳门格兰披治大赛车   | 西萨里车队           | 1    | 0    | 0    | N/A  | 季军 |
| 1990       | 富士F3杯             | 西萨里车队           | 1    | 0    | 0    | N/A  | 季军 |
| 1991       | 日本F3000            | Cerumo车队           | 11   | 0    | 1    | 14   | 第7  |
| 1992       | 日本F3000            | Cerumo车队           | 11   | 2    | 1    | 17   | 第8  |
| 1992       | 勒芒24小时耐力赛     | TOM'S/SARD           | 1    | 0    | 0    | N/A  | 第9  |
| 1993       | 日本F3000            | Cerumo车队           | 10   | 4    | 1    | 32   | 亚军 |
| 1993       | 勒芒24小时耐力赛     | SARD-丰田            | 1    | 0    | 0    | N/A  | 第4  |
| 1993       | 一级方程式           | 萨索尔-乔丹车队      | 2    | 0    | 0    | 1    | 第20 |
| 1994       | 一级方程式           | 萨索尔-乔丹车队      | 13   | 0    | 0    | 6    | 第16 |
| 1994       | 勒芒24小时耐力赛     | SARD-丰田            | 1    | 0    | 0    | N/A  | 亚军 |
| 1995       | 一级方程式           | 道达尔-乔丹-标致车队 | 17   | 0    | 0    | 10   | 第12 |
| 1996       | 一级方程式           | 法拉利车队           | 16   | 0    | 0    | 11   | 第10 |
| 1997       | 一级方程式           | 万宝路-法拉利车队    | 17   | 0    | 0    | 24   | 第7  |
| 1998       | 一级方程式           | 万宝路-法拉利车队    | 16   | 0    | 0    | 47   | 第4  |
| 1999       | 一级方程式           | 万宝路-法拉利车队    | 16   | 0    | 4    | 74   | 亚军 |
| 2000       | 一级方程式           | 捷豹车队             | 17   | 0    | 0    | 4    | 第13 |
| 2001       | 一级方程式           | 捷豹车队             | 17   | 0    | 0    | 6    | 第12 |
| 2002       | 一级方程式           | 捷豹车队             | 17   | 0    | 0    | 8    | 第9  |
| 参考资料： |                      |                      |      |      |      |      |      |

### 世界F3000锦标赛成绩
(图例) (粗体代表杆位；斜体代表最快圈速)
| 年份      | 车队       | 1        | 2      | 3      | 4      | 5      | 6        | 7    | 8      | 9      | 10     | 11     | 排名 | 积分 |
| --------- | ---------- | -------- | ------ | ------ | ------ | ------ | -------- | ---- | ------ | ------ | ------ | ------ | ---- | ---- |
| 1989      | 太平洋车队 | 银石 DNS | 瓦 Ret | 波 Ret | 赫 Ret | 佩 3   | 布兰 Ret | 伯 6 | 斯 9   | 布加 4 | 第 4   |        | 第9  | 11   |
| 1990      | 乔丹车队   | 多 Ret   | 银石 6 | 波 Ret | 赫 DNS | 蒙扎 2 | 佩 4     | 霍 1 | 布兰 3 | 伯 Ret | 布加 3 | 诺 Ret | 季军 | 27   |
| 参考资料: |            |          |        |        |        |        |          |      |        |        |        |        |      |      |

### 日本F3000锦标赛成绩
(图例) (粗体代表杆位；斜体代表最快圈速)
| 年份      | 车队       | 1    | 2    | 3      | 4      | 5      | 6      | 7     | 8      | 9    | 10    | 11     | 排名 | 积分 |
| --------- | ---------- | ---- | ---- | ------ | ------ | ------ | ------ | ----- | ------ | ---- | ----- | ------ | ---- | ---- |
| 1991      | Cerumo车队 | 铃 8 | 汽 5 | 富 15  | 美 1   | 铃 4   | 菅 7   | 富 13 | 铃 Ret | 富 C | 铃 13 | 富 9   | 第7  | 14   |
| 1992      | Cerumo车队 | 铃 8 | 富 4 | 美 1   | 铃 Ret | 汽 Ret | 菅 Ret | 富 7  | 富 5   | 铃 4 | 富 11 | 铃 Ret | 第8  | 17   |
| 1993      | Cerumo车队 | 铃 3 | 富 3 | 美 Ret | 铃 1   | 汽 C   | 菅 15  | 富 C  | 富 6   | 铃 2 | 富 2  | 铃 4   | 亚军 | 32   |
| 参考资料: |            |      |      |        |        |        |        |       |        |      |       |        |      |      |

### 勒芒24小时耐力赛成绩
| 年份      | 车队                    | 队友                          | 赛车                                | 组别      | 圈数 | 排名 | 组别 排名 |
| --------- | ----------------------- | ----------------------------- | ----------------------------------- | --------- | ---- | ---- | --------- |
| 1992      | 丰田TOM'S车队 Kitz-SARD | 羅蘭德·拉岑伯格 埃耶·埃尔格赫 | 丰田 92C-V 丰田 R36V 3.6L Turbo V8  | C2        | 321  | 第9  | 亚军      |
| 1993      | 丰田TOM'S车队           | 铃木利男 关谷正德             | 丰田 TS010 丰田 RV10 3.5 L V10      | C1        | 364  | 第4  | 第4       |
| 1994      | SARD                    | 毛罗·马蒂尼 杰夫·克罗斯诺夫   | 丰田 94C-V 丰田 R36V 3.6 L Turbo V8 | LMP1 /C90 | 343  | 亚军 | 冠军      |
| 参考资料: |                         |                               |                                     |           |      |      |           |

### 世界一级方程式锦标赛成绩
(图例) (粗体代表杆位；斜体代表最快圈速)
| 年份       | 车队                 | 车型        | 引擎              | 1      | 2      | 3      | 4      | 5      | 6      | 7      | 8      | 9      | 10     | 11     | 12     | 13     | 14     | 15     | 16     | 17     | 排名 | 积分 |
| ---------- | -------------------- | ----------- | ----------------- | ------ | ------ | ------ | ------ | ------ | ------ | ------ | ------ | ------ | ------ | ------ | ------ | ------ | ------ | ------ | ------ | ------ | ---- | ---- |
| 1993年     | 萨索尔-乔丹车队      | 乔丹193     | Hart 1035 3.0 V10 | 南     | 巴     | 欧     | 圣     | 西     | 摩     | 加     | 法     | 英     | 德     | 匈     | 比     |        | 葡     | 日 6   | 澳 Ret |        | 第22 | 1    |
| 1994年     | 萨索尔-乔丹车队      | 乔丹194     | Hart 1035 3.5 V10 | 巴 Ret | 太 EX  | 圣 EX  | 摩 EX  | 西 6   | 加 Ret | 法 Ret | 英 DNS | 德 Ret | 匈 Ret | 比 13† | Ret    | 葡 7   | 欧 4   | 日 5   | 澳 Ret |        | 第16 | 6    |
| 1995年     | 道达尔-乔丹-标致车队 | 乔丹195     | 标致 A10 3.0 V10  | 巴 Ret | 阿 Ret | 圣 8   | 西 5   | 摩 Ret | 加 3   | 法 9   | 英 Ret | 德 9†  | 匈 13† | 比 Ret | Ret    | 葡 10  | 欧 6   | 太 11  | 日 4   | 澳 Ret | 第12 | 10   |
| 1996年     | 法拉利车队           | 法拉利F310  | 法拉利 046 V10    | 澳 3   | 巴 7   | 阿 5   | 欧 Ret | 圣 4   | 摩 7†  | 西 Ret | 加 Ret | 法 Ret | 英 Ret | 德 Ret | 匈 Ret | 比 Ret | Ret    | 葡 5   | 日 Ret |        | 第10 | 11   |
| 1997年     | 万宝路-法拉利车队    | 法拉利F310B | 法拉利 046/2 V10  | 澳 Ret | 巴 16  | 阿 2   | 圣 3   | 摩 3   | 西 12  | 加 Ret | 法 3   | 英 Ret | 德 Ret | 匈 9†  | 比 10† | 8      | 奥 Ret | 卢 Ret | 日 3   | 欧 5   | 第7  | 24   |
| 1998年     | 万宝路-法拉利车队    | 法拉利F300  | 法拉利 047 V10    | 澳 4   | 巴 8   | 阿 3   | 圣 3   | 西 Ret | 摩 3   | 加 3   | 法 2   | 英 3   | 奥 4   | 德 8   | 匈 Ret | 比 Ret | 2      | 卢 4   | 日 2   |        | 第4  | 47   |
| 1999年     | 万宝路-法拉利车队    | 法拉利F399  | 法拉利 048 V10    | 澳 1   | 巴 5   | 圣 Ret | 摩 2   | 西 4   | 加 3   | 法 6   | 英 2   | 奥 1   | 德 1   | 匈 3   | 比 4   | 6      | 欧 7   | 马 1   | 日 3   |        | 亚军 | 74   |
| 2000年     | 捷豹車隊             | 捷豹R1      | 考斯沃斯 CR2 V10  | 澳 Ret | 巴 Ret | 圣 7   | 英 13  | 西 11  | 欧 Ret | 摩 4   | 加 13  | 法 13  | 奥 WD  | 德 10  | 匈 8   | 比 10  | Ret    | 美 7   | 日 8   | 马 6   | 第13 | 4    |
| 2001年     | 捷豹車隊             | 捷豹R2      | 考斯沃斯 CR3 V10  | 澳 11  | 马 Ret | 巴 Ret | 圣 Ret | 西 Ret | 奥 7   | 摩 3   | 加 Ret | 欧 7   | 法 Ret | 英 9   | 德 Ret | 匈 Ret | 比 DNS | Ret    | 美 5   | 日 Ret | 第12 | 6    |
| 2002年     | 捷豹車隊             | 捷豹R3      | 考斯沃斯 CR3 V10  | 澳 4   | 马 Ret | 巴 7   | 圣 Ret | 西 Ret | 奥 Ret | 摩 9   | 加 Ret | 欧 Ret |        |        |        |        |        |        |        |        | 第9  | 8    |
| 2002年     | 捷豹車隊             | 捷豹R3B     | 考斯沃斯 CR3 V10  |        |        |        |        |        |        |        |        |        | 英 Ret | 法 Ret | 德 Ret | 匈 Ret | 比 6   | 3      | 美 10  | 日 9   | 第9  | 8    |
| 参考资料： |                      |             |                   |        |        |        |        |        |        |        |        |        |        |        |        |        |        |        |        |        |      |      |

† 车手未完成比赛，但已完成赛程90%，因而有排名。

## 延伸閱讀
- Cooper, Adam. . Somerset, England: Patrick Stephens Limited. 1996. ISBN 9781852605605.
- Irvine, Eddie. . London, England: HarperCollinsWillow. 1997. ISBN 9780002187633.